# Турка (Люблінський повіт)
Турка (пол. Turka) — село в Польщі, у гміні Вулька Люблінського повіту Люблінського воєводства.
Населення — 3668 осіб (2011).
У 1975-1998 роках село належало до Люблінського воєводства.

## Демографія
Демографічна структура станом на 31 березня 2011 року:
|          | Загалом | Допрацездатний вік | Працездатний вік | Постпрацездатний вік |
| -------- | ------- | ------------------ | ---------------- | -------------------- |
| Чоловіки | 1767    | 514                | 1166             | 87                   |
| Жінки    | 1901    | 511                | 1207             | 183                  |
| Разом    | 3668    | 1025               | 2373             | 270                  |